# 高閔琳
高閔琳（1982年8月3日—），中華民國政治人物，出生於臺北市，民主進步黨籍，現任高雄市政府觀光局局長、「二〇四六 台灣」成員。曾任兩屆高雄市議會議員、國立臺灣大學學生會第19屆學生會長、第16屆學生議長。她是至今唯一一位以研究生身份當選及出任臺大學生會長的人。亦曾參與野草莓運動、反媒體壟斷運動等社會運動。
2020年10月16日，高閔琳宣布與賴品妤、林穎孟、林昶佐、洪申翰、曾玟學、張之豪、林亮君、黃郁芬、黃捷、戴瑋姍等人組成「二〇四六 台灣」。
2022年初，原欲競選議員連任，但因初選民調落敗而未出線，後任市長陳其邁競選發言人。同年12月25日，出任高雄市政府觀光局局長。

## 選舉紀錄
| 年度 | 選舉屆數             | 選舉區           | 所屬政黨   | 得票數 | 得票率 | 當選標記 | 備註 |
| ---- | -------------------- | ---------------- | ---------- | ------ | ------ | -------- | ---- |
| 2014 | 第二屆高雄市議員選舉 | 高雄市第三選舉區 | 民主進步黨 | 26,600 | 19.84% |          |      |
| 2018 | 第三屆高雄市議員選舉 | 高雄市第三選舉區 | 民主進步黨 | 20,975 | 14.58% |          |      |

## 外部連結
- 高雄市議會 高閔琳議員簡介
- 高閔琳的Facebook專頁